# Филипик (војсковођа)
Филипик (грч. Φιλιππικός) је био византијски патриције и генерал царске гарде (582/584—603.). 
Био је ожењен сестром византијског цара Маврикија, Гордијом. Дато им је за становање велико здање, domus Hilarae, смештено у четврти Зеугма (западни део Цариграда). Прво звање које му је поверио Маврикије било је comes excubitorum. Наследио је Јована Мистакона као magister utriusque militiae per Orientem 584. За време док је био на овом положају тражио је да се мошти светог Симеона Стилите однесу из Антиохије како би штитиле источне војске. У пролеће или лето 584. скупио је војску код Монокартона на планини Ајсум (данас Караџа даг) и ојачао тамошња утврђења; с јесени је предузео успешне упаде прво у околини Низибиса па у Веарвају (данас Бет Арабаја), узевши плен и заробљенике и поразивши персијску коњицу пре него што се вратио у Сисарбанон и Тур Абдин.
Пре него што се разболео, упао је 585. у Арзанену и запленио доста плена. Затим се повукао у Мартиропољ поверивши своје снаге Стефану и Апсиху. Зима је била већ близу када је оздравио, па је морао да растури логор и да се врати у Цариград. На пролеће 586. вратио се из Цариграда на Исток запутивши се у Амиду. Тамо су приспели персијски изасланик Мевод а затим и епископ Низибиса да разговарају о мировним условима; пошто је војска одбила те услове, као и цар коме их је Филипик проследио, рат се наставио. Маврикије се потом запутио до Мамбратона и Вива на Арзамону. Улогорио се надомак Арзамона на планини Изали одакле је послао извидницу. Сукобио се са Персијанцима под Кардариганом код Солахона и извојевао над њима значајну победу. Затим је упао и опљачкао Арзанену и опсео Хломарон. Међутим, Византинци су дигли опсаду по доласку персијских снага под Кардариганом. Филипик је наводно страховао од изненадног ноћног напада, па се повукао до Афумона; његова војска разбијена пратила га је до тамо грдећи га. Прешавши Нимфиј (данас Батман) са доста потешкоћа, настрадало му је мноштво људи у позадини при нападима код Амиде. Пошто је ојачао утврђења на Изали, предао је заповедништво над својом војском Ираклију не могавши више да се бори „од жалости“ (υπό της λύπης); да ли због силних губитака или услед болести, није сигурно. Крајем исте године био у Теодосиопољу где му се придружио Ираклије Старији, а како је зима била близу окончан је поход.
На пролеће 587. Филипик је био толико болестан да се није могао лично борити; две трећине своје војске дао је у надлежност Ираклију, а ону једну трећину Теодору и Андреју које је послао да походе персијску земљу. Почетком зиме спремио се за Цариград, препустивши Ираклију старешинство над војском. На путу је дознао да је Приск одређен да га смени на месту magister utriusque militiae per Orientem; због тога је остао у Тарсу и писао Ираклију Старијем опозивајући га са дужности да би на његово место поставио Нарзеса. Претходно је обавестио војску да им је по царевој наредби смањено следовање на четвртину. Мотив за овакав потез било је, како објашњава Теофилакт, непријатељство које је Теофилакт гајио према Приску.
Када је Приск приспео на Ускрс 588. да преузме заповедништво над војском, војници су га одбили и побунили се против њега; а Филипик је по царевој заповести враћен на своје место. Међутим, војска је изабрала Германа за свог старешину одбивши Филипика који се повукао у Хијерапољ да тамо дочека исход. Најзад, побуна је окончана на Ускрс 589. посредовањем антиохијског епископа Григорија и Филипик је повратио своје место.
После наведеног, Филипик је повео војску у опсаду Мартиропоља који се недавно предао Персијанцима захваљујући извесном Сити. Но, у недостатку одговарајућих опсадних справа, Филипик није успео да остави богзна какав утисак; коначно су га потукле свеже персијске снаге, а посада у Мартиропољу је појачана. По овом неуспеху сменио га је Коментиол.
Године 590. испоручио је Хозроју Маврикијево писмо у ком овај обећава свргнутом краљевићу помоћ на путу до престола. Доцније, још за време Маврикија, Филипик је водио успешан поход против Бугара (вероватно се радило о Аварима који су преплавили Тракији). Ово је вероватно била та повољна прилика која му је помогла да најзад смени Коментиола на месту magister utriusque militiae per Thracias; то се вероватно одиграло у јесен или зиму 598. када је Коментиолово понашање било под истрагом због жалби тракијске војске. Може бити да је Филипик био заповедник тракијске војске, али је Коментиол поново одређен за поход из 599.
Године 602. Филипик је осумњичен за неверство на основу пророчанства по ком ће Маврикијево место преузети онај чије име почиње на слово фи; Филипик је очигледно разуверио Маврикија и скренуо му пажњу на Фоку на кога је сад пала царева сумња.
На почетку Фокине владавине Филипик се замонашио, примио постриг и ступио у манастир који је подигао за себе у Хрисопољу. Према Себеосу, то се догодило још док је Маврикије био жив. Неки сиријски извори тврде да је Филипик чак изашао пред Фоку тврдећи да је он тај који је одговоран за свргавање свог шогора; заузврат, затражио је од новог цара да га награди по заслузи. Међутим, Фока га је отерао добацивши му: „Онај ко није одржао веру у шогора неће се држати споразума ни са пријатељем.“
Још док је био свештено лице, Ираклије Млађи га је (крајем 610. или почетком 611. године) послао да преговара с Коментиолом, Фокиним братом. Пошто су га Коментиолови војници ухапсили у Битинији, одведен је у Анкиру где је, срећом по њега, избегао да буде убијен од побуњеничке руке захваљујући убиству Коментиола.
По Присковом уклањању, Ираклије Млађи је довео Филипика на место заповедника источне војске. У то време Филипик је повео војску из Цезареје Кападокијске до Арарата у Јерменији; пошто му је персијска војска долазила у сусрет, повукао су до Теодосиопоља. Но, када су 614. по паду Јерусалима персијске снаге под Шахином допрле до Халкедона, Филипик је са својом војском упао у Персију и тако навео малопре поменутог персијског војсковођу да се повуче и крене у потеру за њим.
Убрзо по овом Филипик је преминуо. Сахрањен је у Хрисопољу у горепоменутој цркви.